# 桑蒂 (加利福尼亚州)
桑蒂（英語：Santee），是美国加利福尼亚州圣迭戈县下属的一座城市。建市于1980年12月1日，面积大约为16.24平方英里（42.1平方公里）。根据2010年美国人口普查，该市有人口53,413人。